# Dar El Souf
Dar El Souf (en arabe : دار الصوف), également transcrit Dar Essouf, est un palais situé dans la basse Casbah d’Alger, en Algérie. Érigé à la fin du XVIIIe siècle, il est aujourd’hui classé monument historique et abrite le Centre national de restauration du patrimoine culturel.

## Étymologie
Le nom Dar El Souf signifie littéralement « maison de la laine » en arabe (دار : maison, الصوف : la laine). Cette appellation laisse penser qu’il s’agissait à l’origine d’un lieu lié au commerce, stockage ou au traitement de la laine, matériau largement utilisé dans l’artisanat traditionnel maghrébin. Selon l’historienne Nadjia Mahfoudh, de nombreuses demeures urbaines de la Casbah d’Alger portaient des noms reflétant l’activité qui s’y déroulait, comme Dar El-Debbaghine (maison des tanneurs) ou Dar El-Qamh (maison du blé), ce qui appuie cette interprétation.

## Localisation
Le palais est situé dans le quartier historique de la basse Casbah d'Alger, au niveau de la rue de l’Intendance, aujourd’hui rue Amara Rachid, dans la commune de la Casbah. Il se trouve à proximité immédiate de la mosquée Ketchaoua, de la Place des Martyrs, et du Musée national des arts et traditions populaires.

## Histoire
Le palais fut construit en 1798 par le dey Mustapha Pacha, l'un des derniers dirigeants de la Régence d’Alger.
À la mort du dey en 1805, son successeur Ahmed Pacha confisque l'édifice et le met à la disposition des janissaires. Le palais est alors utilisé comme entrepôt de laine, ce qui lui vaut le nom de Dar El Souf, signifiant littéralement « maison de la laine » en arabe,.
Après la conquête française en 1830, l'édifice devient l'Hôtel de l'Intendance de l'armée coloniale, puis sert à partir de 1871 de siège à la Cour d'assises et au Parquet général. Il est classé monument historique en 1887.
Pendant la Bataille d'Alger (1957), le bâtiment est réquisitionné par les autorités françaises comme centre d'interrogatoire.
Après l'indépendance de l'Algérie, le palais est brièvement transformé en habitation collective, avant d'être affecté au Centre national de restauration du patrimoine culturel (CNRPC), ainsi que son école nationale de formation aux techniques de conservation,. 
L'édifice fait actuellement l’objet d’un programme de restauration piloté par les autorités culturelles algériennes,.

## Architecture
Dar El Souf est un édifice de style mauro-maghrébin, typique des demeures aristocratiques de la Casbah d’Alger. Il comporte trois niveaux, un sous-sol et une terrasse.
L’entrée principale est surmontée d’un auvent en bois de cèdre sculpté, ouvrant sur un vaste patio central. Ce dernier est entouré de galeries à colonnades sur deux étages, avec des colonnes torsadées, des arcs en ogive, et des niches dallées de faïences.
L'intérieur du palais se distingue par la richesse de ses décors : plafonds polychromes peints à la main, boiseries sculptées, portes ouvragées, faïences de Delft et carreaux italiens ornent les différentes pièces. Des éléments en stuc, des motifs floraux, ainsi que des plafonds en bois coloré témoignent de la finesse artisanale de l’époque algéroise.

## Galerie

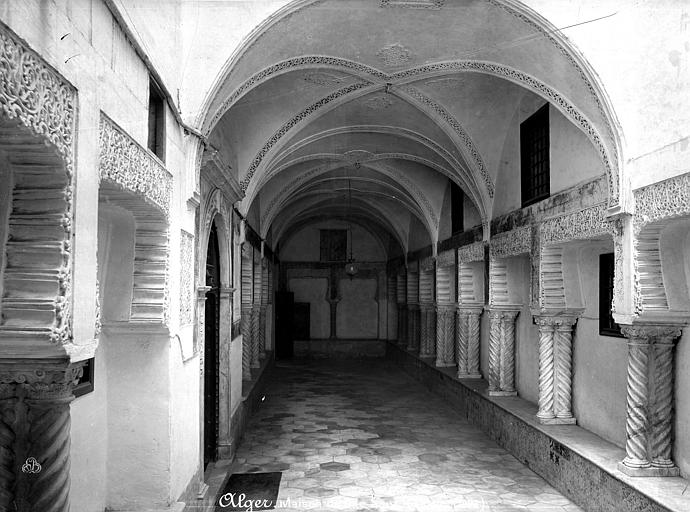
Couloir de Dar El Souf
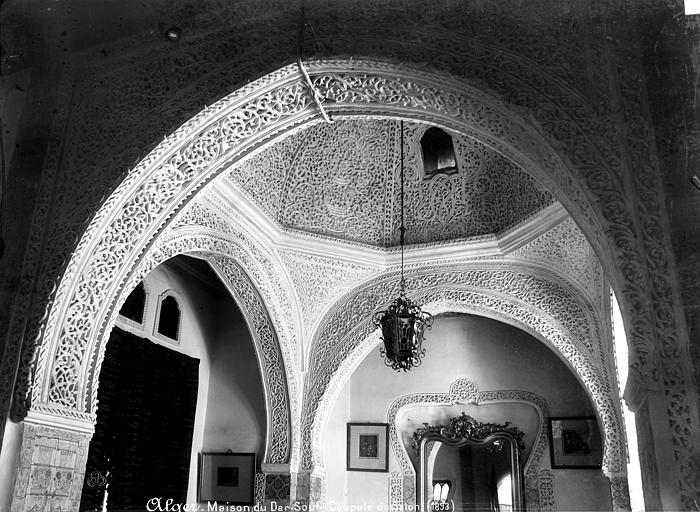
La coupole de Dar El Souf
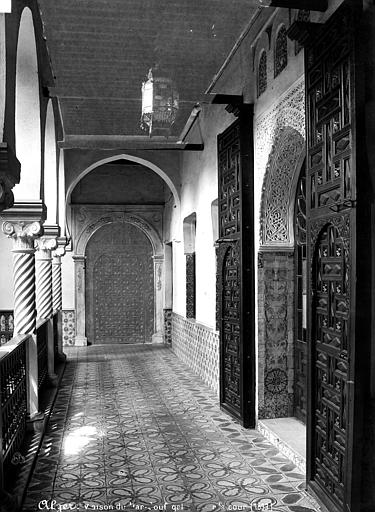
La galerie de Dar El Souf
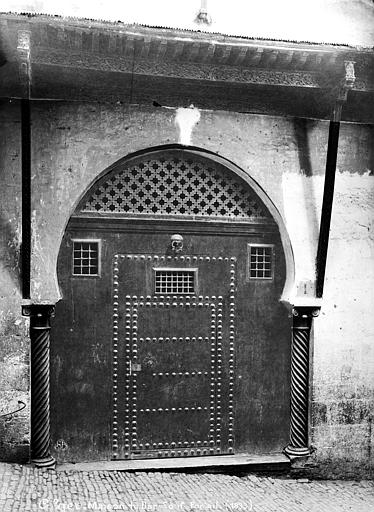
La porte d'entrée de Dar El Souf